# Connomyia ellioti
Connomyia ellioti là một loài ruồi trong họ Asilidae. Connomyia ellioti được Londt miêu tả năm 1993. Loài này phân bố ở vùng nhiệt đới châu Phi.